# Elvavrålet

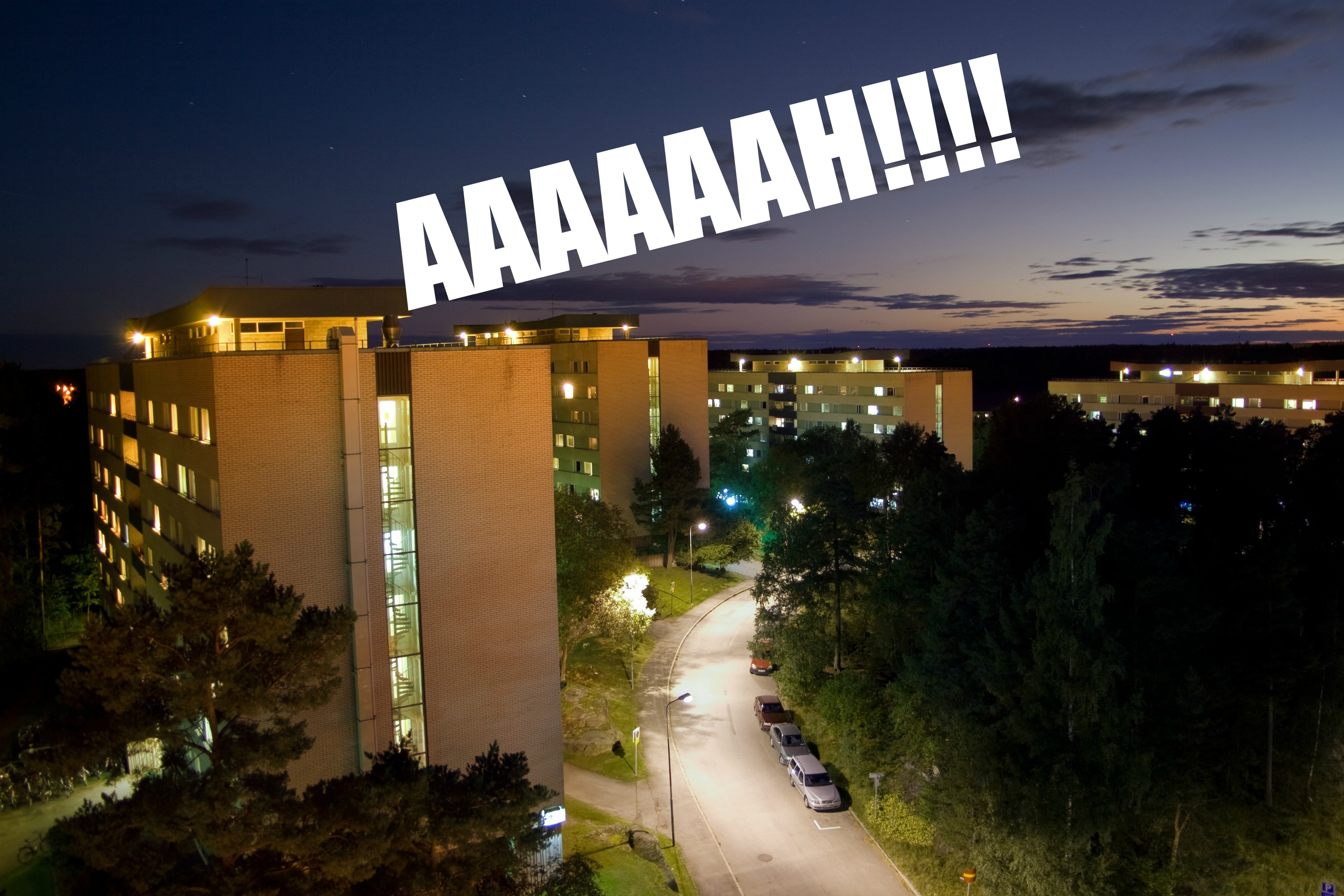
Nattbild från taket på hus nr 8 i västlig riktning över studentbostäder på Sernanders väg i Flogsta.

Elvavrålet är en studenttradition att studenter vid universitet och högskolor en viss tid varje kväll i studentbostadsområden (klockan 22.00 eller 23.00, på Lappkärrsberget endast tisdagar) öppnar sina fönster, går ut på balkonger eller går upp på hustaken och vrålar ut sin ångest på grund av tentamina och stress.
Vrålet kallas även Flogstavrålet (efter stadsdelen Flogsta i Uppsala, äger rum kl. 22.00), Delphivrålet (efter studentbostadsområdet Delphi i Lund), Lappkärrsskriket (efter bostadsområdet Lappkärrsberget ("Lappis") i Stockholm), Tioskriket, Tisdagsskriket eller Ångestskriket.  
Vissa dagar förekommer mer vrål än andra, och ibland förekommer till och med vuvuzelor. Fenomenet är känt sedan 1970-talet, och har bland annat varit föremål för akademiska uppsatser och för en diskussion i radioprogrammet Folkminnen.